# Taeniodera salvazai
Taeniodera salvazai är en skalbaggsart som beskrevs av Thierry Bourgoin 1924. Taeniodera salvazai ingår i släktet Taeniodera och familjen Cetoniidae. Inga underarter finns listade i Catalogue of Life.